# Història de Burundi

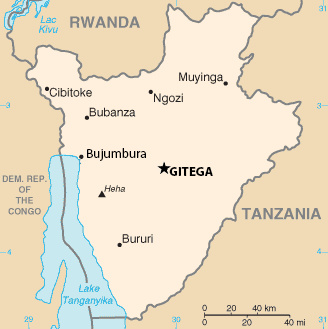
Mapa de Burundi

Burundi és un dels pocs estats d'Àfrica que, juntament amb la veïna Ruanda, amb la qual està molt relacionat, és la continuació directa d'un antic estat africà. Antiga colònia alemanya i belga, l'any 1962 va aconseguir la independència i s'hi va restaurar l'antiga monarquia tutsi, sota la figura del rei Mwambutsa IV. S'hi va proclamar la república el 1966. Burundi ha estat des dels anys 60 escenari de diversos cops d'estat i massacres produïdes per la rivalitat entre les dues ètnies principals del país, els hutus i els tutsis, especialment entre 1993 i 1999, en què la violència ètnica entre faccions Hutu i Tutsi a Burundi va produir centenars de milers de refugiats i uns 250.000 morts. Malgrat que alguns refugiats han tornat des d'estats veïns, els enfrontaments interètnics n'han obligat altres a fugir. Les tropes de Burundi, per assegurar les seves fronteres, han intervingut en el conflicte de la República Democràtica del Congo.

## Regne de Burundi
Els orígens de Burundi es coneixen només per una barreja de fonts històriques orals i d'arqueologia. Hi ha dues llegendes principals que narren la fundació de Burundi. La més popular explica la història d'un ruandès anomenat Cambarantama, a qui atribueix la fundació de la nació. L'altra versió, més habitual en el Burundi precolonial, deia que Cambarantama provenia de l'estat meridional de Buha. La noció de l'origen ruandès del regne fou promoguda pels colonitzadors europeus, perquè s'adaptava al seu ideal d'una classe dirigent que provenia del nord-est hamític. La teoria ha continuat fins a esdevenir un dogma semioficial al modern estat de Burundi. Els historiadors dubten de l'origen hamític dels tutsis, tot i que encara es creu que els seus ancestres van migrar des del nord fins al que és avui Burundi, al segle xv.
La primera prova de l'existència de l'estat de Burundi és del segle xvi, quan aquest emergeix als peus dels pujols orientals. Durant els segles següents s'expandeix, annexionant petits veïns i arribant a competir amb Ruanda. Va aconseguir la major extensió durant el regnat de Ntare Rugama, que va regir la nació entre 1796 i 1850 aproximadament i va veure com el regne doblava la seva grandària.
El Regne de Burundi es caracteritzava per l'autoritat política, jeràrquica i l'intercanvi econòmic tributari. El rei, conegut com el (U) mwami encapçalava una aristocràcia ((a) baganwa) que posseïa la major part de les terres i exigia un tribut o taxa als camperols i ramaders locals. A mitjan segle xviii, aquesta reialesa tutsi consolidà la seva autoritat sobre la terra, la producció i la distribució amb el desenvolupament de l'ubugabire, una relació clientelar similar a les característiques de l'Europa del feudalisme, en què el poble rebia protecció reial a canvi de tributs.
Encara que els exploradors europeus i els missioners feren breus incursions a la zona tan aviat com el 1856, no fou fins al 1899 quan Burundi es converteix en part de l'Àfrica Oriental Alemanya. A diferència de la monarquia ruandesa, que decidí acceptar els avanços alemanys, el rei de Burundi Mwezi Gisabo s'oposà a tota influència europea: rebutjà portar abillament europeu i resistí l'avanç dels missioners i dels administradors. Els alemanys van utilitzar la força armada amb èxit, tot i que no van poder eliminar el poder del rei. Finalment, van donar suport al gendre del rei, Maconco, en una revolta contra Gisabo. Gisabo va haver d'acceptar la tutela dels alemanys i els alemanys van ajudar-lo a posar fi a la revolta de Maconco. Els petits regnes que es trobaven al llarg de la riba occidental del llac Victòria van ser annexionats a Burundi.

## Govern colonial
Encara que la presència estrangera va ser mínima i el poder de decisió dels reis era tan ampli com abans, el contacte amb els europeus hi portà malalties devastadores que van afectar tant els éssers humans com els animals. Aquestes malalties van afectar tota la regió, però Burundi es va veure afectada especialment. Una fam va colpejar el país el 1905, i va haver-hi altres que assolaren tota la regió dels Grans Llacs el 1914, el 1923 i el 1944. Entre 1905 i 1914 va morir la meitat de la població de les planes occidentals.
El 1916, unes tropes belgues van conquerir la zona durant la Primera Guerra Mundial. El 1923 la Societat de Nacions atorgà un mandat a Bèlgica sobre el territori de Ruanda-Urundi, que comprenia els actuals Ruanda i Burundi, separant-ne els regnes occidentals, que quedaven inclosos al Territori de Tanganyika, administrada pels britànics. Bèlgica administrà el territori indirectament, constituint una jerarquia dominada pels tutsis.
Després de la Segona Guerra Mundial, Ruanda-Urundi es va convertir en un territori sota fideïcomís de Nacions Unides. Després de 1948, Bèlgica va permetre l'aparició de partits polítics competidors. Entre ells van destacar la Unió per al Progrés Nacional (UPRONA), un partit multiètnic dirigit pel príncep tutsi Louis Rwagasore i el Partit Cristià Democràtic (PDC), recolzat per Bèlgica. El 1961 Rwagasore va ser assassinat després de la victòria de l'UPRONA en eleccions legislatives.

## Independència

La bandera del Regne de Burundi (1962-1966)

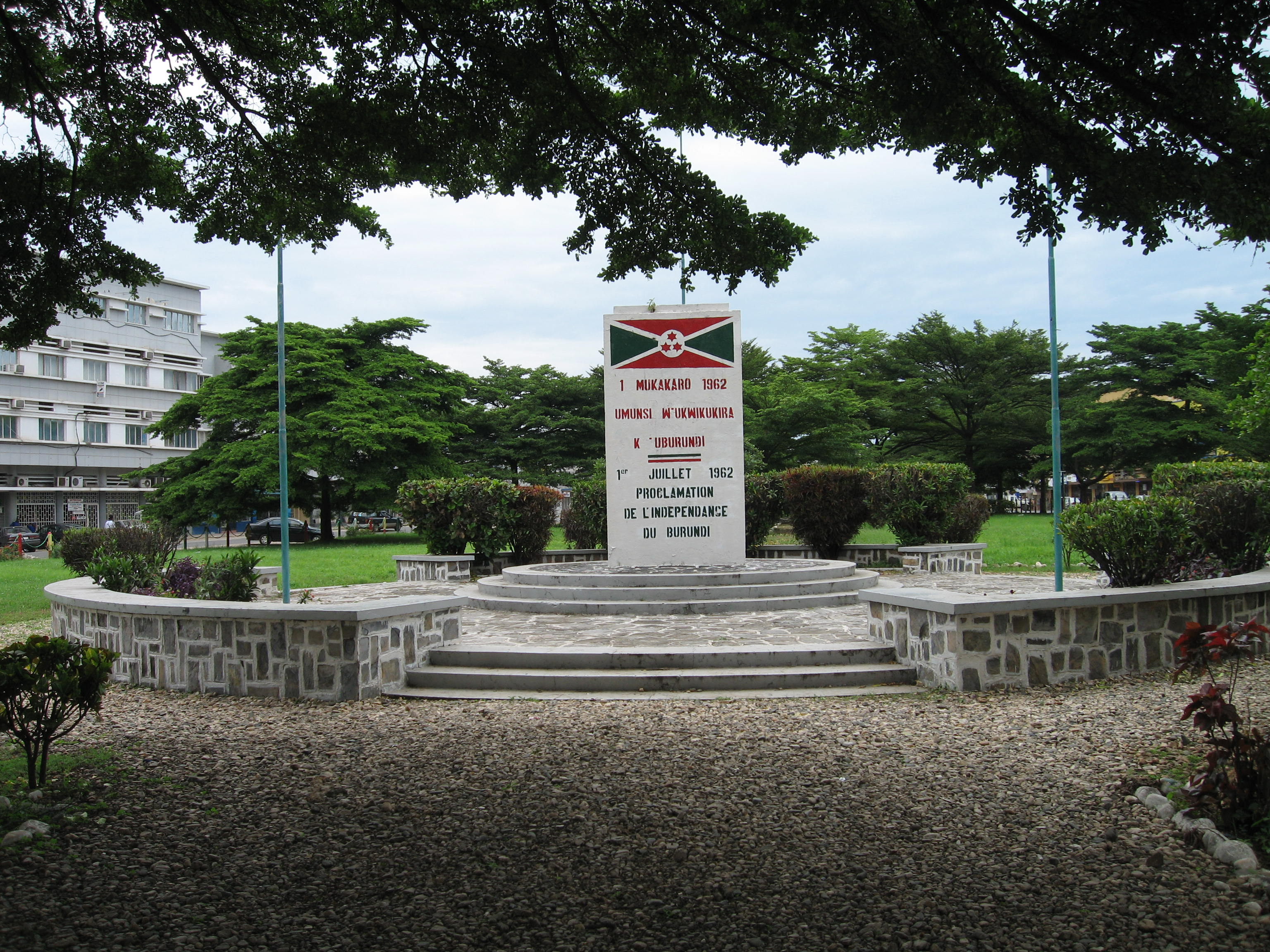
Plaça de la Independència i monument a Bujumbura

La independència completa s'assolí l'1 de juliol de 1962. En un context de democràcia dèbilment institucionalitzada, el rei tutsi Mwambutsa IV establí una monarquia constitucional que comprenia hutus i tutsis per igual. L'assassinat el 1965 del primer ministre, un hutu, posà en marxa una sèrie de revoltes hutus que van desestabilitzar l'estat i van tenir com a resposta la repressió governamental. En part foren una reacció als esdeveniments produïts a Ruanda, on un règim nacionalista hutu matava els tutsis. A Burundi, els tutsis es van aplicar per no córrer el mateix destí, de manera que gran part de l'exèrcit i de les forces policials van estar sota el seu control. Durant la Guerra freda Ruanda es va alinear amb els Estats Units, mentre que Burundi ho va fer amb la Xina.
El 1966 el rei Mwambutsa fou deposat pel seu fill, el príncep Ntare V, que al seu torn va ser deposat pel seu primer ministre, el capità Michel Micombero en aquest mateix any. La monarquia fou abolida i es va proclamar la república. Va emergir un règim militar de facto i els disturbis hi van continuar al llarg dels anys seixanta i els primers setanta.
A finals d'abril de 1972, l'atac hutu a una localitat situada en un turó al sud, on havien nascut molts oficials de l'exèrcit, desencadenà les represàlies per part dels militars. La repressió duta a terme per l'exèrcit i les milícies de l'UPRONA, els membres del qual pertanyien a l'ètnia de l'exèrcit, va ser sistemàtica i eficient destruint la vida humana i infligint una derrota humiliant. Es van redactar llistes d'homes, dones i nens en edat escolar sospitosos de ser amenaça potencial, simpatitzants dels rebels o d'haver pres part en la rebel·lió. Els que apareixien en les llistes eren localitzats en llars o escoles i eren executats pels soldats. Es creu que al voltant de 200.000 hutus van perdre la vida en tot el país en un període d'uns tres mesos. El nombre de sol·licitants d'asil (la majoria de l'ètnia hutu) ascendí a més de 150.000 (més del 15% de la població total en aquell moment) després de sis mesos.
En un esforç per atraure el suport dels Estats Units, el govern, dominat pels tutsis, va acusar els rebels hutus de tenir inclinacions comunistes, encara que no existeixen proves creïbles que això fos així.
El 1976 el coronel Jean-Baptiste Bagaza va prendre el poder en un cop sense vessament de sang. Encara que Bagaza va dirigir un règim militar dominat pels tutsis, promogué la reforma agrària, la reforma electoral i la reconciliació nacional. El 1981 es va promulgar una nova Constitució. El 1984 Bagaza va ser triat cap d'estat, com a únic candidat. Després de la seva elecció, el respecte pels drets humans es va deteriorar, ja que va suprimir algunes activitats religioses i va fer detenir membres de l'oposició política.
El 1987 el comandant Pierre Buyoya va enderrocar el coronel Bagaza. Va dissoldre els partits d'oposició, suspengué la Constitució de 1981 i va instituir el Comitè Militar per a la Salvació Nacional (CMSN). Durant el 1988 la tensió entre la minoria tutsi, en el poder, i la majoria hutu va augmentar, cosa que va resultar en la confrontació violenta entre l'exèrcit, l'oposició hutu i els tutsis de la línia dura. Durant aquest període es calcula que van morir unes 150.000 persones, amb centenars de milers de refugiats fugint als estats veïns. Buyoya va formar una comissió per investigar les causes dels disturbis de 1988 i va redactar una carta per a la reforma democràtica.
El 1991 Buyoya aprovà una constitució que proveïa un president, un govern no ètnic i un parlament. El primer president hutu de Burundi, Melchior Ndadaye, del Front per la Democràcia a Burundi (FRODEBU), un partit principalment hutu, fou triat el 1993. Va ser assassinat per faccions de les forces armades, dominades pels tutsis, l'octubre d'aquell any. El país s'enfrontà a la guerra civil, que va posar fi a la vida de desenes de milers d'éssers humans i acabà amb centenars de milers de desplaçats fins al moment en què el govern del FRODEBU va recuperar el control i trià Cyprien Ntaryamira com a president el gener de 1994. No obstant això, la situació no deixava de deteriorar-se.
L'abril de 1994, el president Ntaryamira i el president de Ruanda Juvénal Habyarimana van morir en ser abatut per un míssil l'avió en què tornaven d'Arusha (Tanzània). Aquest fet va marcar el començament del genocidi de Ruanda, mentre que, a Burundi, la mort de Ntaryamira va exacerbar la violència i els disturbis, tot i que no hi va haver una massacre generalitzada. Sylvestre Ntibantunganya començà una presidència que havia de durar 4 anys el 8 d'abril, però la situació va empitjorar. L'arribada de centenars de milers de refugiats ruandesos i les activitats de grups armats hutus i tutsis va desestabilitzar el règim.
El 25 de juliol de 1996, el govern va ser enderrocat en un cop d'estat dirigit per Buyoya. La guerra civil continuà, tot i els esforços de la comunitat internacional per crear un procés de pau. El procés s'ha produït des de 2001, any en què es pactà un govern en què el poder era compartit. El 2003 Domitien Ndayizeye, el vicepresident hutu, es va convertir en president, com deia l'acord de repartiment de poder.
Al llarg de tota la Segona Guerra del Congo, Burundi s'hi va veure involucrat en major o menor mesura. Primer com aliat de Ruanda i Uganda contra les forces de Laurent Kabila, i després com un dels interventors en aquest greu conflicte internacional.
Les eleccions celebrades a mitjan 2005 les guanyà l'antic grup rebel hutu Consell Nacional per a la Defensa de la Democràcia-Forces per a la Defensa de la Democràcia (CNDD-FDD).

## Temptativa de cop d'estat
Pierre Nkurunziza és el president de Burundi després de ser elegit per primera vegada el 2005 i reelegit el 2010. El 25 d'abril del 2015 el president va anunciar que es tornaria a presentar a les eleccions presidencials burundeses de 2015 per mantenir el poder durant un tercer mandat consecutiu. El 5 de maig la seva candidatura fou aprovada per la Cort Constitucional. Aquesta decisió va resultar controvertida. A continuació, el seu vicepresident va dimitir al·legant que havia patit "pressions enormes i amenaces de mort".
El 13 de maig de 2015 el general Godefroid Niyombare, antic cap major de l'exèrcit burundès, va anunciar en una ràdio privada un cop d'estat contra el president Nkurunziza mentre aquest havia viatjat a Dar es Salaam, a Tanzània. Nkurunziza, però, va desmentir el cop d'estat i va anunciar el seu retorn al país. El general colpista ordenà el tancament de les fronteres i de l'aeroport de Bujumbura.
El 14 de maig els colpistes van intentar prendre el control de la Radiotelevisió Nacional de Burundi, que continuava sota el control de les forces lleials al govern. A més a més, també hi va haver combats per controlar altres mitjans de comunicació com la Ràdio Pública Africana. El vespre del mateix dia, Pierre Nkurunziza va anunciar que havia retornat a Burundi.